# Raoul Henkaert
Raoul Charles E. Henkaert (Bruxelles, 11 giugno 1907 – 13 febbraio 1955) è stato uno schermidore belga, vincitore di una medaglia di bronzo ai campionati mondiali di scherma.